# Stor-Elvdal
Stor-Elvdal és un municipi situat al comtat d'Innlandet, Noruega. Té 2.600 habitants (2016) i la seva superfície és de 2.166 km². El centre administratiu del municipi és el poble de Koppang. És part de la regió tradicional d'Østerdalen.

## Informació general
Va ser establert com a municipi l'1 de gener de 1838. L'antic municipi de Sollia es va fusionar amb Stor-Elvdal l'1 de gener de 1965.

### Nom
La forma en nòrdic antic del nom era Elfardalr. El primer element és elfr que significa "riu" (referint-se al riu Glomma, que passa pel municipi) i l'últim element és dalr que significa "vall ". El primer element del nom modern és stor (que significa "gran"), ja que va ser afegit per distingir-se del municipi de Lille Elvedal, que actualment és part d'Alvdal.

### Escut d'armes
L'escut d'armes és modern. Se'ls hi va concedir el 1988. L'escut mostra dues serres platejades sobre un fons verd.

## Geografia
Stor-Elvdal limita al nord amb els municipis de Folldal i Alvdal, a l'est amb Rendalen, al sud amb Åmot i Ringsaker, al nord-oest amb Sør-Fron i a l'oest amb Øyer i Ringebu (ambdós al comtat d'Oppland). El riu Glomma travessa aquest municipi.

## Ciutats agermanades
Stor-Elvdal manté una relació d'agermanament amb les següents localitats:
- - Sõmeru Parish, Comtat de Lääne-Viru, Estònia